# 乾草市場站 (愛丁堡)

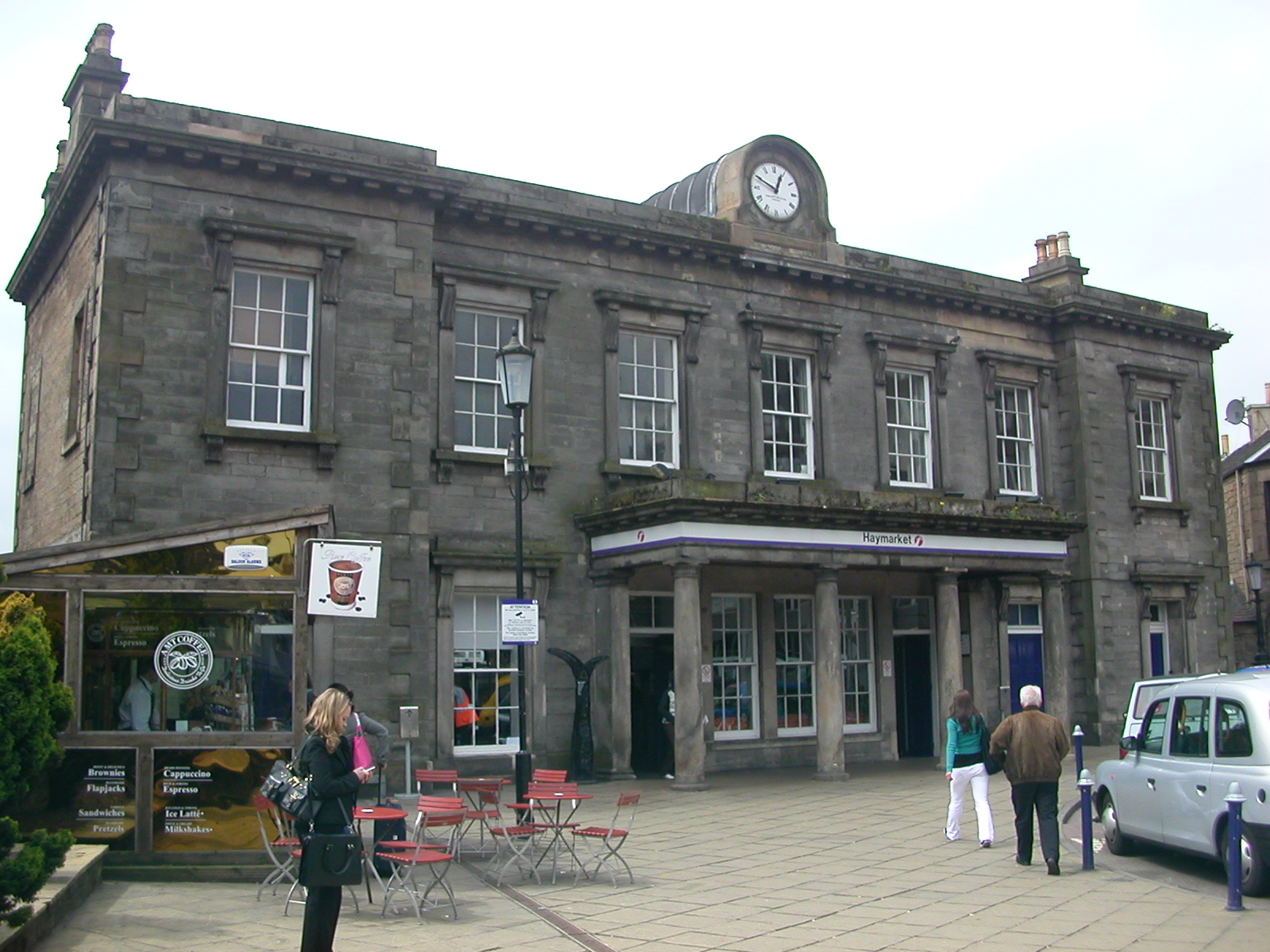
舊車站外觀，目前作為側門

乾草市場站（英語：Haymarket railway station）是英國蘇格蘭城市愛丁堡的第二大鐵路車站，僅次於愛丁堡威瓦利站。乾草市場車站開出的列車主要為近距離列車，位於愛丁堡市區西部。乾草市場車站開出的列車多是前往蘇格蘭各城市的列車以及通過東海岸主線前往倫敦的列車。乾草市場車站是蘇格蘭第八繁忙的車站。